# Lacticaseibacillus rhamnosus
Lacticaseibacillus rhamnosus (anteriormente Lactobacillus rhamnosus) é uma bactéria que originalmente foi considerada uma subespécie de L. casei, mas a pesquisa genética descobriu que era uma espécie separada no clado L. casei, que também inclui L. paracasei e L. zeae. É um bastonete anaeróbio facultativo homofermentativo curto, Gram-positivo, não formador de esporos, que frequentemente aparece em cadeias. Algumas cepas da bactéria L. rhamnosus estão sendo usadas como probióticos, e são particularmente úteis no tratamento de infecções do trato urogenital feminino, mais particularmente casos muito difíceis de tratar de vaginose bacteriana (ou "BV"). As espécies Lacticaseibacillus rhamnosus e Limosilactobacillus reuteri são comumente encontradas no trato geniturinário feminino saudável e são úteis para recuperar o controle do supercrescimento bacteriano disbiótico durante uma infecção ativa. L. rhamnosus às vezes é usado em produtos lácteos, como leite fermentado e como bactéria de ácido lático não iniciador (NSLAB) em queijos de longa maturação. Embora frequentemente considerado um organismo benéfico, L. rhamnosus pode não ser tão benéfico para certos subconjuntos da população; em raras circunstâncias, especialmente aquelas envolvendo principalmente o sistema imunológico enfraquecido ou bebês, pode causar endocardite. Apesar das raras infecções causadas por L. rhamnosus, a espécie está incluída na lista de espécies bacterianas com status de segurança presumida qualificada (QPS) da Agência Europeia de Segurança Alimentar.

## Genoma
Lacticaseibacillus rhamnosus é considerado um organismo nômade e cepas foram isoladas de muitos ambientes diferentes, incluindo a vagina e o trato gastrointestinal. As cepas de L. rhamnosus têm a capacidade de funções gênicas específicas de cepas que são necessárias para se adaptar a uma grande variedade de ambientes. Seu genoma central contém 2.164 genes, de um total de 4.711 genes (o pan-genoma). O genoma acessório é ultrapassado por genes que codificam o transporte e metabolismo de carboidratos, polissacarídeos extracelulares, biossíntese, produção de bacteriocina, produção de pili, o sistema CRISPR-Cas, os loci de repetição palindrômica curta ( CRISPR ) agrupados regularmente interespaçados e mais de 100 funções de transportador e móveis elementos genéticos tais como fagos, genes plasmídicos e transposões.
O genoma da cepa específica L. rhamnosus LRB, neste caso, retirado de um dente de leite humano, consiste em um cromossomo circular de 2.934.954 pb com 46,78% de GC. Este genoma contém 2.749 genes totais com 2.672 que são sequências totais de codificação de proteínas. Esta amostra não continha plasmídeos. A cepa mais extensivamente estudada, L. rhamnosus GG, um isolado do intestino, consiste em um genoma de 3.010.111 pb. Portanto, o genoma de LRB é mais curto que o genoma de GG. LRB não possui o cluster de genes spaCBA de GG e não se espera que produza pili funcional (6). Essa diferença pode ajudar a explicar por que cada cepa vive em um habitat diferente.

## Lacticaseibacillus rhamnosus GG(ATCC 53103)
Lacticaseibacillus rhamnosus GG (ATCC 53103) é uma cepa de L. rhamnosus que foi isolada em 1983 do trato intestinal de um ser humano saudável; depositado para uma patente em 17 de abril de 1985, por Sherwood Gorbach e Barry Goldin, o 'GG' deriva das primeiras letras de seus sobrenomes. A patente refere-se a uma estirpe de "L. acidophilus GG" com o número de acesso American Type Culture Collection (ATCC) 53103; posteriormente reclassificada como uma cepa de L. rhamnosus . A patente afirma que a cepa de L. rhamnosus GG (ATCC 53103) é estável ao ácido e à bile, tem uma grande avidez por células da mucosa intestinal humana e produz ácido lático . Desde a descoberta da cepa L. rhamnosus GG (ATCC 53103), ela tem sido estudada extensivamente sobre seus vários benefícios à saúde e atualmente a cepa L. rhamnosus GG (ATCC 53103) é a bactéria probiótica mais estudada do mundo com mais de 800 estudos científicos.
A sequência do genoma de Lactobacillus rhamnosus GG (ATCC 53103) foi decodificada em 2009.

### História
Em 1983, L. rhamnosus GG foi isolado do trato intestinal de um humano saudável por Sherwood Gorbach e Barry Goldin.

### Pesquisa médica e uso
Enquanto L. rhamnosus GG (ATCC 53103) é capaz de sobreviver ao ácido e bile do estômago e intestino, afirma-se que coloniza o trato digestivo e equilibra a microbiota intestinal, evidências sugerem que L. rhamnosus, comparável a virtualmente todos os lactobacilos probióticos, é apenas um habitante transitório e não autóctone. Independentemente disso, é considerado um probiótico útil para o tratamento de várias doenças, pois funciona em vários níveis. Lactobacillus rhamnosus GG liga-se à mucosa intestinal.

#### Diarréia
Lacticaseibacillus rhamnosus GG é benéfico na prevenção da diarreia por rotavírus em crianças. A prevenção e o tratamento de vários tipos de diarreia foram demonstrados em crianças e adultos. L. rhamnosus GG pode ser benéfico na prevenção de diarreia associada a antibióticos e diarreia nosocomial e isso foi recentemente apoiado por diretrizes europeias. Lactobacillus rhamnosus GG pode reduzir o risco de diarreia do viajante.

#### Gastroenterite aguda
Um documento de posicionamento publicado pelo ESPGHAN Working Group for Probiotics and Prebiotics baseado em uma revisão sistemática e ensaios clínicos randomizados (RCTs) sugeriu que L. rhamnosus GG (baixa qualidade de evidência, forte recomendação) pode ser considerado no manejo de crianças com gastroenterite aguda além da terapia de reidratação.

#### Dermatite atópica, eczema
Lacticaseibacillus rhamnosus GG foi considerado ineficaz no tratamento de eczema. No entanto, em uma observação clínica não randomizada lidando com eczema atópico infantil resistente, uma melhora substancial na qualidade de vida foi relatada em pacientes pediátricos que receberam Lactobacillus rhamnosus como suplemento.
O uso de L. rhamnosus GG para terapia probiótica tem sido associado a casos raros de sepse em certos grupos de risco, principalmente aqueles com sistema imunológico enfraquecido e lactentes. A ingestão de GG é considerada segura e os dados mostram que um crescimento significativo no consumo de L. rhamnosus GG em nível populacional não levou a um aumento nos casos de bacteremia por Lactobacillus.

## Lacticaseibacillus rhamnosusGR-1
Lacticaseibacillus rhamnosus GR-1 foi originalmente encontrado na uretra de uma mulher saudável e hoje é uma cepa modelo para probióticos vaginais. Uma comparação do genoma entre L. rhamnosus GG e L. rhamnosus GR-1 mostra que GR-1 não possui pili codificado por spaCBA, uma adesina importante na adesão de L. rhamnosus GG às células epiteliais intestinais. Em contraste, L. rhamnosus GR-1 utiliza proteínas do tipo lectina para se ligar a carboidratos na superfície da célula alvo. As proteínas do tipo lectina ligam-se preferencialmente a células escamosas estratificadas não queratinizadas que são encontradas na uretra e na vagina. A proteína semelhante a lectina 1 purificada de L. rhamnosus GR-1 previne a infecção pelo uropatogênico E. coli UTI89 inibindo sua adesão às células epiteliais e interrompendo sua formação de biofilme. Além disso, pode aumentar a formação de biofilme em outros lactobacilos benéficos que habitam a vagina.